# Fiume Aperto
Il Fiume Aperto (alternativamente Fiumaperto, precedentemente Baradellino, Caprino, Rienza o Valmulini) è un torrente della provincia di Como.

## Idrografia
Le sue sorgenti si trovano sul versante occidentale del Monte Caprino (quello che dà le spalle al capoluogo). Attraversa i quartieri di Rebbio, Breccia e Camerlata per poi entrare nella città di Como, a Sud, dalla Valmulini. In prossimità del Piazzale Montesanto, il corso risulta coperto dalla sede stradale, fino al punto in cui confluisce nel Cosia nei pressi dell'attuale Viale Giulio Cesare.
La sua portata, per quanto limitata, risulta costante anche in periodi di prolungata mancanza di precipitazioni. Non ha affluenti di particolare importanza, limitandosi a raccogliere le acque di piccoli ruscelli in discesa dai monti Baradello e Goj, e alcune rogge dalla piana spartiacque di Albate come (in ordine dalla sorgente alla foce) la Roggia Seliga, la Roggia Vaj, e la Roggia Canturina.  Sebbene le prime due rogge, alla confluenza, siano più lunghe del Fiumaperto (rispettivamente circa 2,5 e 1,5 km, contro l'1,1 km del corso principale) esse non danno il nome al corso d'acqua.

## Storia
Sia il monte da cui nasce (il Monte Caprino), che la valle che forma (la Valmulini, così nominata per la presenza in tempi antichi di numerosi mulini ad'acqua), conferivano al torrente alcuni dei suoi numerosi nomi oramai in disuso.
La recente industrializzazione della valle (nella quale sono oggi presenti alcune tintorie e industrie tessili) provoca ricorrenti fenomeni di inquinamento delle acque del torrente.
Le principali esondazioni sono state registrate negli anni 1437, 1610 e 1752.
La copertura dell'alveo nella parte compresa nella città di Como risale agli anni '30 del XX secolo e ricadde nel complesso dei lavori di copertura dell'altro maggiore corso d'acqua del capoluogo lariano, il Cosia.